# Taximastinocerus brunneus
Taximastinocerus brunneus is een keversoort uit de familie Phengodidae. De wetenschappelijke naam van de soort is voor het eerst geldig gepubliceerd in 1881 door Gorham.